# Kae Kurahashi
Pas d'image ? Cliquez ici

b Matchs officiels uniquement.
Kae Kurahashi (倉橋 香衣, Kurahashi Kae) est une joueuse internationale de rugby-fauteuil japonaise, les femmes étant assez rare dans les tournois mixtes. Elle est championne paralympique en 2024 avec l'équipe du Japon.

## Biographie
Kurahashi suit ses études à la faculté d'éducation de l'université de Bunkyo dans la préfecture de Saitama dans le but de devenir enseignante et rejoint son club de trampoline ; au cours de sa troisième année à l'université, elle rate un enchinement lors d'un entraînement et se casse le cou endommageant sa moelle épinière cervicale. Ne pouvant bouger qu'une partie de ses épaules et de ses bras, elle retrouve de la mobilité après sa rééducation où elle découvre le rugby-fauteuil. En 2016, Kurahashi a rejoint Mitsui O.S.K. Lines.
En 2017, elle est la seule joueuse sélectionnée pour l'équipe nationale japonaise en catégorie de handicap 0.5 (lourdement handicapés). En 2021, elle remporte une médaille de bronze lors du tournoi paralympique de Tokyo 2020.
En 2024, elle remporte le titre lors du tournoi paralympique de Paris 2024